# Mesoceratula
Mesoceratula is een geslacht van hooiwagens uit de familie Podoctidae.
De wetenschappelijke naam Mesoceratula is voor het eerst geldig gepubliceerd door Roewer in 1949. 

## Soorten
Mesoceratula is monotypisch en omvat slechts de volgende soort:
- Mesoceratula spinigera